# Decalepis
Decalepis es un género perteneciente a la familia de las apocináceas con cinco especies. Es originario de Asia donde se distribuye en la India.

## Descripción
Son árboles pequeños, arbustos y lianas con raíces fasciculadas: Las hojas son opuestas o alternas, coriáceas, de 1-15 cm de largo y 0.5-7 cm de ancho, elípticas a ovadas , lineales, basalmente cuneadas, con el ápice obtuso o acuminado, ligeramente onduladas y glabras.
Las inflorescencias son axilares o terminales con 8-10 flores, de las que solo 2-3 flores están abiertas, las inferiores se desprenden, dejando filas de brácteas triangulares. 

## Especies
- Decalepis arayalpathra
- Decalepis hamiltonii
- Decalepis nervosa
- Decalepis salicifolia